# Schkeuditz
Schkeuditz é um município da Alemanha, situado no distrito da Saxônia do Norte, no estado da Saxônia. Tem 79,36 km² de área, e sua população em 2019 foi estimada em 18.312 habitantes.